# KAF Spartak 2021
Questa voce raccoglie le informazioni riguardanti il KAF Spartak nelle competizioni ufficiali della stagione 2021.

## Eastern European Superleague 2021

### Stagione regolare
| Perm' 9 maggio 2021, ore 12:00 1ª giornata | Perm Steel Tigers | 27 – 20 (20-3 0-3 7-7 0-7) referto | Spartak Moskva | Stadion Gajva |

| Korolëv 23 maggio 2021, ore 13:00 2ª giornata | Spartak Moskva | 21 – 12 (7-0 0-0 7-0 7-12) referto | Sankt Petersburg North Legion | Stadion Vympel |

| Korolëv 6 giugno 2021, ore 13:00 3ª giornata | Spartak Moskva | 13 – 16 (d.t.s.) (0-0 6-7 0-6 7-0 0-3) referto | Moscow Patriots | Stadion Vympel |

| Otradnoe 19 giugno 2021, ore 13:30 4ª giornata | Sankt Petersburg Griffins | 18 – 24 (d.t.s.) (0-6 0-6 7-0 11-6 0-6) referto | Spartak Moskva | Centro culturale Fortuna |

| Korolëv 4 luglio 2021 5ª giornata | Spartak Moskva | 0 – 38 (0-7 0-13 0-11 0-7) referto | Moscow Spartans | Stadion Vympel |

### Playoff
| Zelenograd 17 luglio 2021 Semifinale | Moscow Spartans | 48 – 0 (14-0 14-0 6-0 7-0) referto | Spartak Moskva | Stadio del Rugby |

| Korolëv 1º agosto 2021, ore 12:30 Finale 3º - 4º posto | Sankt Petersburg Griffins | 12 – 13 (0-0 12-0 0-7 0-6) referto | Spartak Moskva | Stadion Vympel |

## Statistiche di squadra
| Competizione      | %Vittorie | In casa | In casa | In casa | In casa | In casa | In casa | In trasferta | In trasferta | In trasferta | In trasferta | In trasferta | In trasferta | Totale | Totale | Totale | Totale | Totale | Totale |
| Competizione      | %Vittorie | G       | V       | N       | P       | Pf      | Ps      | G            | V            | N            | P            | Pf           | Ps           | G      | V      | N      | P      | Pf     | Ps     |
| ----------------- | --------- | ------- | ------- | ------- | ------- | ------- | ------- | ------------ | ------------ | ------------ | ------------ | ------------ | ------------ | ------ | ------ | ------ | ------ | ------ | ------ |
| Stagione regolare | .400      | 3       | 1       | 0       | 2       | 34      | 66      | 2            | 1            | 0            | 1            | 44           | 45           | 5      | 2      | 0      | 3      | 78     | 111    |
| Playoff           | .500      | 0       | 0       | 0       | 0       | 0       | 0       | 2            | 1            | 0            | 1            | 13           | 60           | 2      | 1      | 0      | 1      | 13     | 60     |
| Totale            | .429      | 3       | 1       | 0       | 2       | 34      | 66      | 4            | 2            | 0            | 2            | 57           | 105          | 7      | 3      | 0      | 4      | 101    | 171    |

## Statistiche personali

### Marcatori
| Giocatore | Ruolo | TD rush | TD recv | TD int | TD p.ret | TD k.ret | TD oth | Xp1 | Xp2 | FG  | Saf | Totale |
| --------- | ----- | ------- | ------- | ------ | -------- | -------- | ------ | --- | --- | --- | --- | ------ |
| Pisarev   |       | 0+0     | 3+1     | 0+0    | 0+0      | 0+0      | 0+0    | 0+0 | 0+0 | 0+0 | 0+0 | 24     |
| Čekryžov  |       | 0+0     | 2+1     | 0+0    | 0+0      | 0+0      | 0+0    | 0+0 | 0+0 | 0+0 | 0+0 | 18     |
| Dudnik    |       | 0       | 0       | 0      | 0        | 0        | 0      | 6   | 0   | 2   | 0   | 12     |
| Pavlenko  |       | 0       | 0       | 1      | 0        | 0        | 1      | 0   | 0   | 0   | 0   | 12     |
| Kušelev   |       | 0       | 1       | 0      | 0        | 0        | 0      | 0   | 0   | 0   | 0   | 6      |
| Levičev   |       | 0       | 1       | 0      | 0        | 0        | 0      | 0   | 0   | 0   | 0   | 6      |
| Salaev    |       | 0       | 1       | 0      | 0        | 0        | 0      | 0   | 0   | 0   | 0   | 6      |
| Cholin    |       | 0+0     | 0+0     | 0+0    | 0+0      | 0+0      | 0+0    | 0+1 | 0+0 | 0+0 | 0+0 | 1      |